# Atalopteris aspidioides
Atalopteris aspidioides är en ormbunkeart som först beskrevs av August Heinrich Rudolf Grisebach, och fick sitt nu gällande namn av William Ralph Maxon och C. Chr. Atalopteris aspidioides ingår i släktet Atalopteris och familjen Tectariaceae. Inga underarter finns listade.